# Josef Glaser
 (janvier 2021).
Si vous disposez d'ouvrages ou d'articles de référence ou si vous connaissez des sites web de qualité traitant du thème abordé ici, merci de compléter l'article en donnant les références utiles à sa vérifiabilité et en les liant à la section « Notes et références ».
Pour les articles homonymes, voir Glaser.
Josef Glaser (également connu sous le nom de Sepp Glaser, né le 11 mai 1887 à Saint-Blasien et mort le 12 août 1969 à Fribourg-en-Brisgau) est un footballeur allemand qui a cinq sélections dans l'équipe nationale de football allemande entre 1909 et 1912.

## Carrière

### Clubs
Josef Glaser grandit à St. Blasien dans le sud de la Forêt-Noire. À l'âge de six ans, il perd son père. En tant que jeune garçon, Josef Glaser est censé devenir théologien, mais son enthousiasme pour le football lui fait obstacle. Après le service, le garçon court directement sur le terrain de football. Là, il est regardé par des membres du célèbre club de football de Fribourg comme un sous-priman dans son costume du dimanche lors d'un match de football. Il se trouve donc que le jeune organiste de l'église de Waltershofen est allé à pied tous les dimanches pendant une année entière, dès que la leçon d'orgue se termine, pour Fribourg, à 14 km de là, pour y jouer au football. Le jeune footballeur aide les équipes là-bas en tant que joueur de championnat du Fribourg FC lors de sa visite à Singen et Stockach. À l'époque, personne n'est gêné par le fait que Josef Glaser travaillait pour trois clubs différents en même temps.
Josef Glaser comme sa carrière à Fribourg. À l'âge de 20 ans, il est déjà en finale allemande. Lors de la saison 1906/07, le FFC bat dans le district sud le Karlsruher FV et les Stuttgarter Kickers. Puis il remporte la finale sud-allemande contre le FC Hanau 93 et 1. FC Nürnberg le championnat dans le sud. Lors de la dernière manche du championnat allemand de football en 1907, le Breisgauer bat à Nuremberg avec une victoire 3-2 contre le champion en titre le VfB Leipzig et est en finale le 19. Mai 1907 à Mannheim contre Viktoria 89 Berlin. Josef Glaser, 20 ans, qui joue toujours comme avant-centre à ce stade de sa carrière, converti un penalty à la 30e minute du match pour donner à son équipe une avance de 1-0. Bien plus tard, il avoue qu'il n'a pas touché le cuir correctement et qu'il a "fermé les yeux et simplement appuyé sur la gâchette". Avec un score de 3-1 , le Fribourg FC remporté la finale contre les très favoris Berlinois. Fin 1907, Josef Glaser, mince mais aussi affirmé, passe en position médiane offensive. Il convainc dans ce rôle avec un style de jeu élégant et technique combiné à des compétences stratégiques.
En tant que champion en titre, l'équipe de Fribourg échoue en 1908 à battre les nouveaux champions d'Allemagne du Sud, Stuttgarter Kickers. Au cours des années suivantes, Fribourg n'a peut pas s'appuyer sur le succès de l'année 1907 dans les années suivantes. Après la Première Guerre mondiale, Josef Glaser remporte à nouveau le championnat avec son équipe de Fribourg lors de la saison 1919/20 dans le district Sud-Ouest. En 1920/21, l'équipe est finaliste du district sud-ouest. Josef Glaser met ensuite fin à sa carrière à l'âge de 34 ans.

### Équipe nationale
Lors du quatrième match international de l'histoire de l'équipe nationale d'Allemagne, Josef Glaser, 21 ans, de Fribourg fait ses débuts le 13 mars 1909 à Oxford contre la sélection amateur d'Angleterre. Il joue demi-centre et est nommé capitaine. Cela fait de lui le plus jeune joueur à assumer ce rôle. Paul Hunder (de) et Camillo Ugi (de) sont ses coéquipiers au milieu de terrain. Dans le livre de Gerd Krämer, Im Dress der elf Besten, l'auteur le cite avec les déclarations suivantes : «Nous nous sommes rencontrés à Vlissingen, exactement dix hommes. Comme onzième, la DFB a mis en place le jardinier arboricole de Düsseldorf pour économiser un voyage. Il vit en Angleterre à l'époque et nous attend là-bas. Les dix d'entre nous, choisis dans cette équipe, se sont affrontés à Vlissingen, un peu gênés comme lors du premier cours de danse. Au début, nous ne savions pas vraiment quoi faire les uns avec les autres. Oui, bien des choses étaient différentes à l'époque de ce qu'elles sont aujourd'hui (1961). Mais il y avait aussi le recrutement de joueurs de première classe à l'époque. Je me souviens comment B. Adolf Jäger a été pris en charge par un membre de son club Altona 93 lors de ce voyage et a probablement été pris de l'ombre pour ne pas être séduit. Parmi les rares compagnons figurait "Papa" Gottfried Hinze (de) de Duisbourg, président de la Fédération allemande de football. Comme un roi, il distribuait chaque jour une pièce d'or, environ 10 marks, à chaque joueur. C'était un geste très spécial et inhabituel pour l'époque. « Glaser a commenté le match lui-même avec les mots suivants:« Les Anglais nous ont joué contre le mur et nous avons regardé avec des yeux étonnés. Leurs combinaisons semblaient naturelles, chacune d'entre elles était largement supérieure à nous en termes de vitesse et de maniement de la balle. Dieu merci, notre gardien était en pleine forme, "Adsch" Werner (de), le Hamburger et plus tard ramoneur de Holstein Kiel. Sans lui, cela aurait été bien pire. En triomphe, les Anglais ont porté notre gardien de but sur les épaules. "Avec le recul, il a déclaré analytiquement:" Nous venons d'apprendre beaucoup de notre défaite en Angleterre. Il a été reconnu que onze talents individuels étaient loin de former une équipe et les gens ont commencé à se demander quels joueurs de l'équipe nationale allaient le mieux ensemble. Le jeu d'équipe fermé était de plus en plus recherché. "
Deux semaines et demie plus tard, le 4 avril 1909 à Karlsruhe, Josef Glaser dispute son deuxième match international. La fédération allemande organise une double journée de match. Une sélection sudiste affronte la Suisse à Karlsruhe. C'est une sélection avec des joueurs de Berlin, Brunswick, Kiel et Leipzig qui joue contre la Hongrie 3: 3 à Budapest. À Baden, l'équipe nationale célèbre sa première victoire internationale avec une victoire 1-0. Eugen Kipp (de) du Sportfreunde Stuttgart se distingué en tant que buteur. "Sepp" Glaser, l'homme du Fribourg FC, occupe le poste de demi-centre et dirige à son tour l'équipe en tant que capitaine. Les joueurs du sud se sont bien harmonisés. Les fréquentes séries de matchs les uns contre les autres portent leurs fruits. Glaser passé une excellente journée. Ceci est confirmé par la déclaration du sélectionneur allemand Max Dettinger après la première victoire internationale: «S'il y avait eu un doctorat en football, Glaser l'aurait acquis aujourd'hui. « Glaser lui-même ne voulait en aucun cas être le centre d'attention. Pour lui, le football était un jeu d'équipe. L'individu n'était rien, l'équipe tout. L'équipe de Karlsruhe avait proposé quelque chose de spécial ce jour-là. Chaque joueur suisse s'est vu attribuer un compagnon féru de football, un attaché de football, qui était spécifiquement censé l'informer des forces et des faiblesses de son vis-à-vis allemand. De plus, l'équipe en tenue de sport a été conduite à travers la ville dans des taxis à cheval à titre de «publicité». 7 000 spectateurs sont venus à Karlsruhe. Parmi eux se trouvait le protecteur de la KFV, le prince Max de Bade à l'esprit ouvert. Lors du banquet final, un concours de chant est organisé.
Le troisième match international de Josef Glaser, qui a lieu le 16 mai 1910 est  joué contre la Belgique à Duisbourg, est organisationnellement sous une mauvaise étoile. La veille de la finale du championnat d'Allemagne entre le Karlsruher FV et le Holstein Kiel se déroulée à Cologne. Il faut se passer des joueurs de KFV et de Kiel. Quelques minutes avant le début du match, quatre joueurs et un remplaçant ont dû être sélectionnés parmi le public, car seuls sept joueurs sont déjà présents. Ainsi, le président de la fédération allemande et l'arbitre international Peco Bauwens ainsi que les Duisbourg Berghausen, Breynk, Budzinsky et Schilling sont venus à ces matches internationaux. Avec cet effectif, le capitaine Josef Glaser ne peut éviter la défaite 3-0.

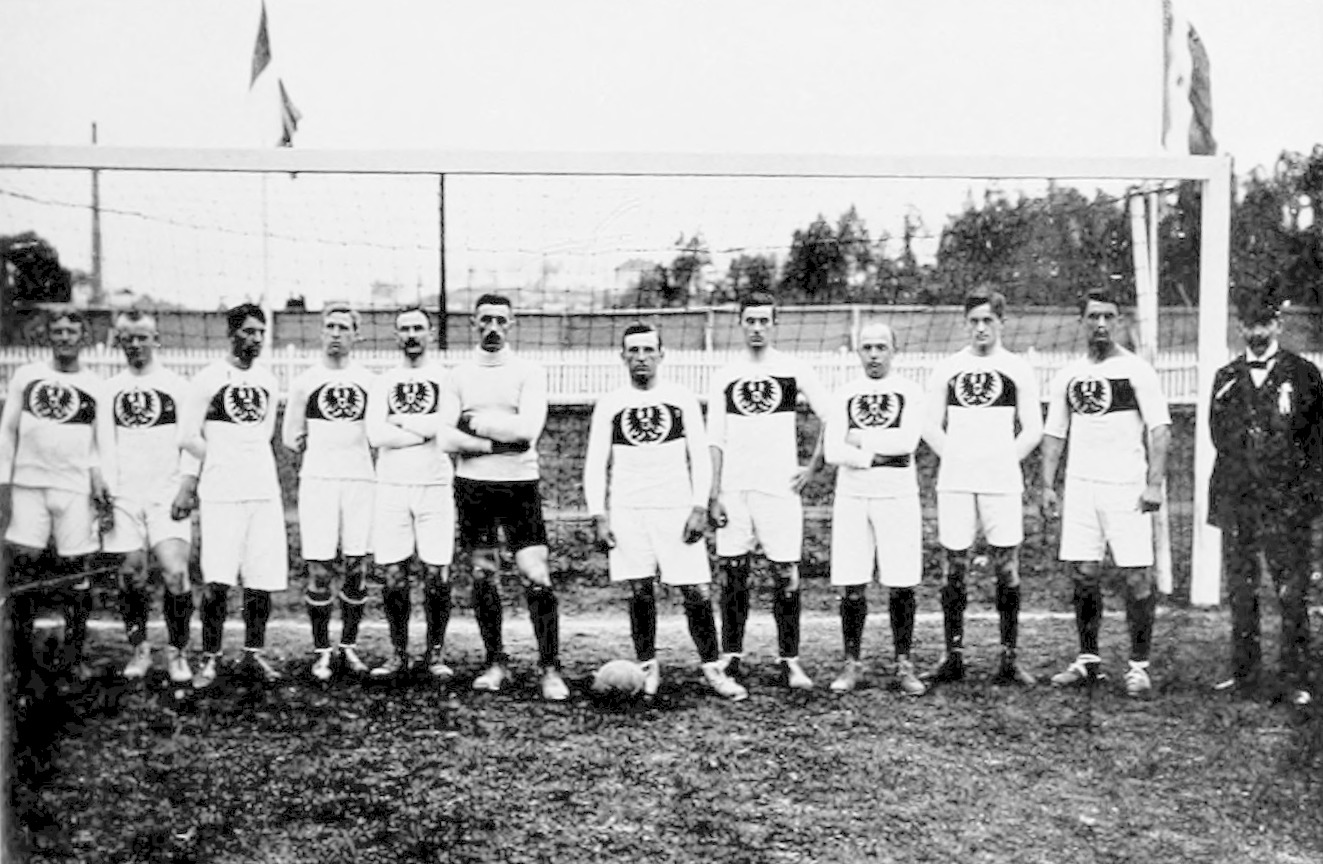
Josef Glaser (2e à partir de la droite) avec l'équipe nationale de football allemande le 1er juillet 1912

Après cela, Josef Glaser a une pause internationale de deux ans. Mais il n'est pas inactif pendant ce temps. En 1910, il obtient son doctorat de philologie. En 1912, il reçoit la chaire. Lors du dernier match international avant les Jeux Olympiques de Stockholm, il est présent au match le 5 mai 1912 à Saint-Gall contre la Suisse. Il reprend son rôle habituel de demi-centre et occupe le poste de capitaine. Ugi et Burger se tiennent à ses côtés pendant le match. Le match est remporté avec le score de 2-1. Ses concurrents à son poste pendant cette période sont Max Breunig, Arthur Hiller II, Willi Knesebeck (de) et Camillo Ugi. Au tournoi olympique de Stockholm, il remporte la victoire record de 16-0 le 1er juillet 1912 contre la Russie, sa cinquième et dernière apparition en équipe nationale.

## Prix / honneurs
- Josef Glaser est nommé membre honoraire de la DFB et de la Fédération sud-allemande de football.
- La ville de Fribourg-en-Brisgau nomme une salle de gymnastique et de sport achevée en 1997 dans le quartier de Fribourg à Rieselfeld, "Sepp-Glaser-Halle".

## Autres
- Josef Glaser est président du comité de jeu de la DFB de 1927 à 1936 et travaille également en tant que chef d'équipe de l'équipe nationale allemande lors de la Coupe du monde de 1934 en Italie.
- Après la Seconde Guerre mondiale, Josef Glaser est président du Südbadischer Fußball-Verband et du Südbadischer Sportbund de 1949 à 1963.
- Après la Seconde Guerre mondiale, Josef Glaser a travaillé comme enseignant au lycée à Fribourg .
- Josef Glaser obtient également son doctorat et enseigne la chimie en plus du sport.
- Josef Glaser entretient une longue amitié avec Ivo Schricker, l'ancien secrétaire général de la FIFA, qui déménage dans le triangle Fribourg-Karlsruhe-Strasbourg.